# NFV-Sportschule

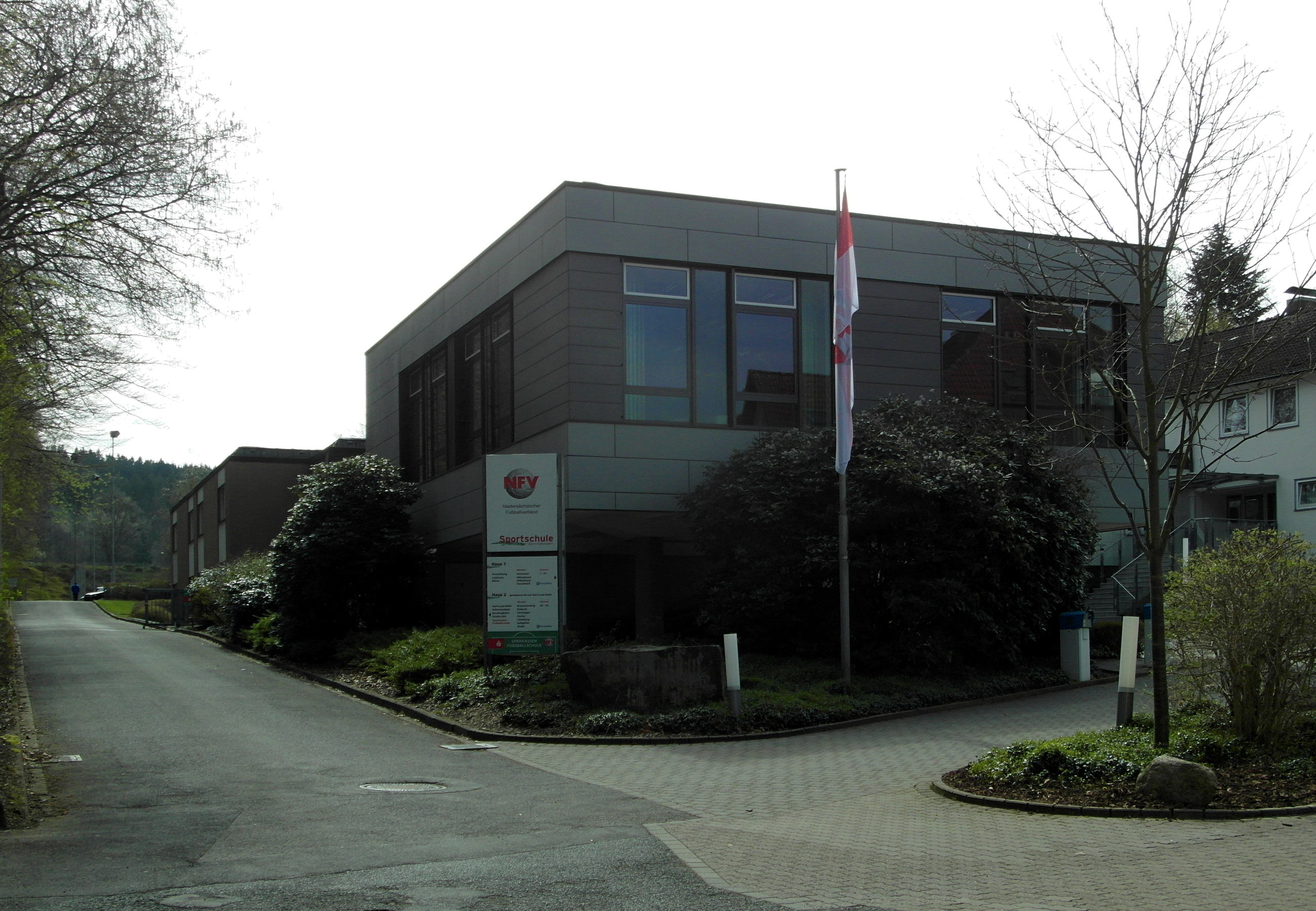
NFV-Sportschule Barsinghausen

Die NFV-Sportschule, oft auch einfach Sportschule Barsinghausen genannt, ist die Sportschule des Niedersächsischen Fußballverbands. Sie steht in Barsinghausen in der Region Hannover in Niedersachsen.

## Geschichte

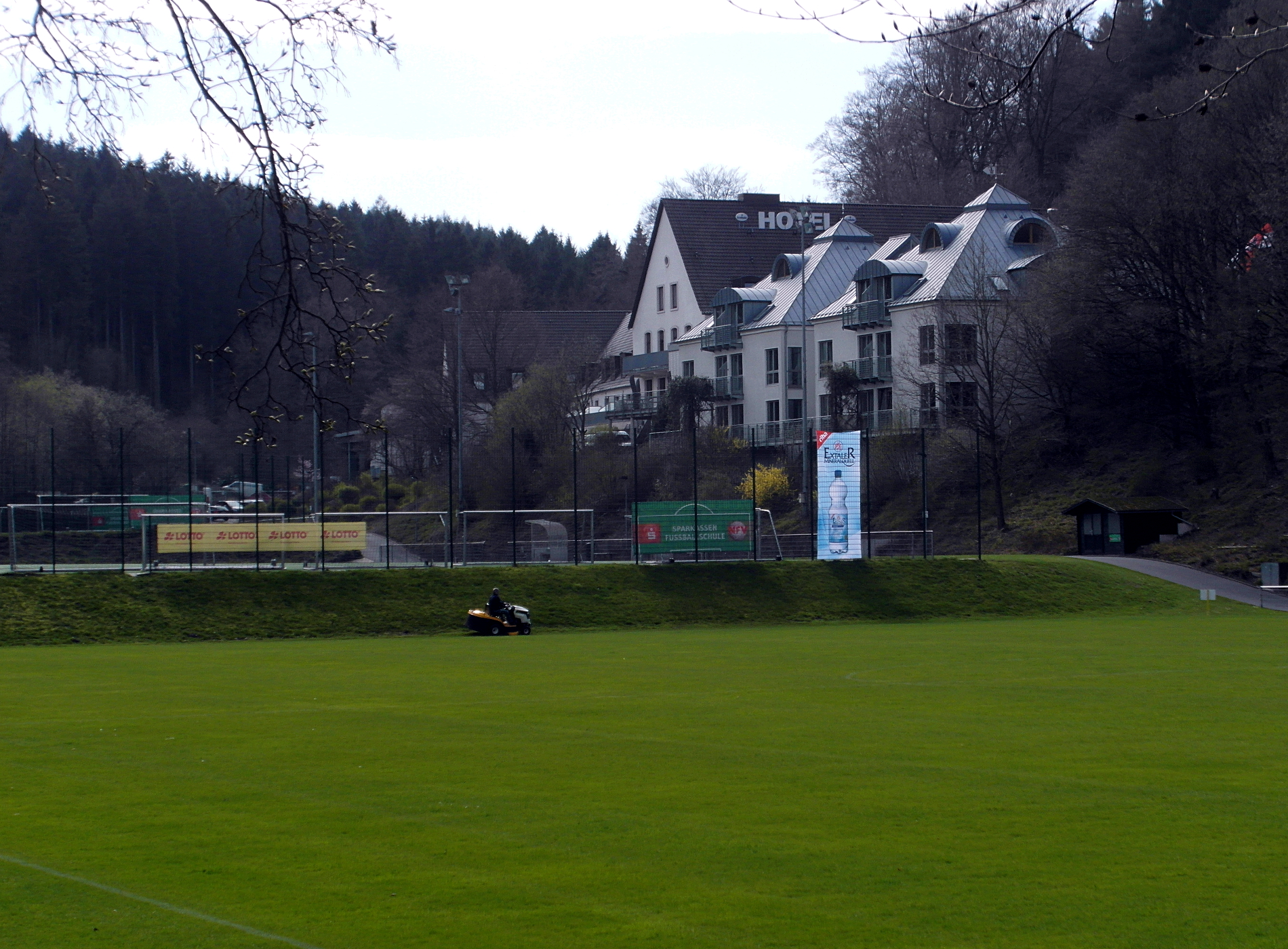
Gelände der NFV-Sportschule. Im Hintergrund das Hotel Fuchsbachtal

Am Südrand von Barsinghausen ist der Fuchsbach Namensgeber für ein Tal im Deister. Hier wurde am 28. April 1951 die Sportschule des Niedersächsischen Fußballverbandes eröffnet. Das für 1,2 Millionen Mark errichtete Gebäude (umgerechnet heute etwa 3.750.000 Euro) bot Platz für insgesamt 172 Personen und war für damalige Verhältnisse ungewohnt komfortabel eingerichtet. Neben Hotelzimmern für Lehrgangsteilnehmer und Schlafsälen für Jugendliche waren auch Unterkünfte für verletzte und erholungsbedürftige Sportler vorgesehen. Schon im Juli des Jahres kam erstmals die deutsche Fußballnationalmannschaft in die Sportschule. Nach mehreren Erweiterungen und Umbauten wird das Gebäude heute als Sporthotel Fuchsbachtal betrieben.
Bis 1954 wurde die Anlage um ein zweites Gebäude mit Unterkünften und Seminarräumen, ein Schwimmbad und eine später nach Karl Laue benannte Sporthalle erweitert. Dieses und das 1961 in Betrieb genommene Gebäude im Nordosten des Komplexes bilden den heutigen Kern der Sportschule.
In den frühen 1970er Jahren wurde das Gelände umgestaltet und dabei das Schwimmbad durch drei Fußballfelder ersetzt. Die beengte Lage in einem Talgrund macht Zulassen oder Fernhalten von Zuschauern schwierig. Zu Trainings wird gelegentlich ins August-Wenzel-Stadion im Nordosten Barsinghausens ausgewichen.

## Sportschule
Die NFV-Sportschule beschäftigt 16 Mitarbeiter. In der Sportschule finden vor allem Lehrgänge für Spieler, Trainer, Übungsleiter, Betreuer, Vereinsmitarbeiter, Schüler und Schiedsrichter statt. Die dafür gerade nicht benötigten Räumlichkeiten werden auch an Sportvereine und andere Gruppen vermietet.

### Unterkünfte
Auf zwei Gebäude verteilt sind 107 Schlafplätze in 12 Dreibett-, 33 Doppel- und 6 Einzelzimmern vorhanden.
In der Sportschule gab es Jahr 2018 insgesamt 18.507 Übernachtungen.

### Sporteinrichtungen
Die Sportschule umfasst
einen Rasenplatz von 105 × 70 m,
einen Kunstrasenplatz von 100 × 65 m,
einen Torwart-Trainingsplatz von 45 × 50 m,
eine Sporthalle von 50 × 25 m,
einen Outdoor Soccer-Court,
einen Tennisplatz,
ein 10 × 8 m großes Schwimmbad,
eine Bowlingbahn
sowie Räume für Physiotherapie.
Das 1983 erbaute Leistungszentrum des Niedersächsischen Fußballverbands (seit 1996 August-Wenzel-Stadion) bietet weitere vier Rasenplätze von 105 × 70 m, davon zwei mit Flutlicht, einen mit Laufbahn und eine Tribüne für 2500 Zuschauer.

### Tagungsstätte
Die Sportschule hält zehn Tagungs- bzw. Seminarräume für 8 bis 60 Personen sowie eine Cafeteria und weitere Funktionsräume bereit.

## Sonstiges
Die Sportschule Barsinghausen und in späteren Jahren auch das Sporthotel Fuchsbachtal wurden bereits oft von deutschen und ausländischen Fußballnationalmannschaften zu Trainingslagern und als Quartier vor Länderspielen genutzt. Während der Fußball-Weltmeisterschaft 2006 war das Sporthotel Fuchsbachtal das Quartier der polnischen Nationalmannschaft. Während der Fußball-Europameisterschaft 2024 gastiert die türkische Fußballnationalmannschaft in der Sportschule.

## Belege
1. 1 2 3  
Sportschule. Niedersächsischer Fußballverband e. V., abgerufen am 3. Mai 2019.
2. 1 2 3 4 5  
SPORTSCHULE BARSINGHAUSEN - HERBERGER SCHRIEB 1951 DAS ERSTE KAPITEL. www.dfb.de, abgerufen am 15. Januar 2016.
3. ↑  
Sporthotel Fuchsbachtal. Sporthotel Fuchsbachtal, abgerufen am 15. Januar 2016.
4. ↑  
An der Kirchdorfer Straße im Stadtteil Barsinghausen, nicht wie in der Quelle genannt im Stadtteil Kirchdorf.
5. ↑  
Sportschul-Team. Niedersächsischer Fußballverband e. V., abgerufen am 3. Mai 2019.
6. ↑  
Kontakt. Niedersächsischer Fußballverband e. V., abgerufen am 3. Mai 2019.
7. 1 2  
Sportschule. Niedersächsischer Fußballverband e. V., abgerufen am 3. Mai 2019.
8. ↑  
Gerhard Haupt: In memoriam August Wenzel. NFV-Kreis Northeim/Einbeck, abgerufen am 15. Januar 2016.
9. ↑  
Andreas Kannengießer: Sportschule und Sporthotel des Fußballverbands. www.haz.de, 27. November 2015, abgerufen am 15. Januar 2016.
10. ↑  Jennifer Krebs: Die türkische Nationalmannschaft kommt nach Barsinghausen: Was Fans jetzt wissen müssen, haz.de, 10. Mai 2024

Koordinaten: 52° 17′ 50,3″ N, 9° 27′ 26,1″ O